# Леви, Кирилл Георгиевич
Кирилл Георгиевич Леви (10 февраля 1947, Москва — 13 октября 2018, Иркутск) — российский сейсмолог, доктор геолого-минералогических наук, заместитель директора Института земной коры Сибирского отделения Российской академии наук по науке, профессор Иркутского государственного университета и Иркутского национального исследовательского технического университета.

## Биография
Родился в Калининском районе Москвы в семье известного графика Георгия Григорьевича Леви (1918—1973). В 1949 году родители Кирилла переехали в Иркутск по состоянию здоровья Георгия Григорьевича, оставив сына на попечение бабушки и тётки. После 6 класса, в июне 1960 года приехал к семье в Иркутск. Попав с отцом на раскопки неолитической стоянки на Верхней Бурети под руководством А. П. Окладникова, Кирилл принимает решение остаться в Иркутске. Учился в школе № 42. 
В 1966 году окончил Иркутский геологоразведочный техникум. По распределению трудился сначала техником, затем инженером-геологом в Мамско-Чуйской комплексной экспедиции Иркутского геологического управления, при этом заочно учился в ИГУ по специальности «Географ-геоморфолог». В 1974 году окончил данное учебное учреждение.
С 1975 года являлся сотрудником Института земной коры СО РАН, с 1992 года — заместитель директора института по научной работе. В 1980 году защитил кандидатскую диссертацию, а в 1991 году — докторскую. С 1996 года являлся членом-корреспондентом Российской академии естественных наук. С 1995 года преподавал на географическом факультете ИГУ, а с 1997 — в ИНИТУ. С 2004 года являлся профессором.
Внёс существенный вклад в методическую основу неотектоники. С 2000 года разрабатывал новое научное направление «гелиогеодинамика».

## Награды
- Медаль ордена «За заслуги перед Отечеством» II степени (1999)[5].

## Основные труды
- Rasskazov S.V., Sherman S.I., Levi К.G., Ruzhich V.V., Kozhevnikov V.М., San’kov V.А., 2010. Academician N.A. Logatchev and his scientific school: contribution to studies of the Cenozoic continental rifting. Geodynamics & Tectonophysics 1 (3), 209—224 (in Russian).
- Levi K.G., San’kov V.A., 2012. Problems of Contemporary Geodynamics (The All-Russia Conference and Young Scientists Workshop in the Institute of the Earth’s Crust, SB RAS). Geodynamics & Tectonophysics 3 (4), 441—448.
- Levi К.G., Kozyreva Е. А., Zadonina N.V., Chechelnitsky V.V., Gilyova N.A., 2013. Problems of induced seismicity and engineering geological protection of reservoirs of the Baikal-Angara cascade. Geodynamics & Tectonophysics 4 (1), 13-36.
- Laperdin V.K., Levi K.G., Lekhatiniv A.M., Kadetova A.V., Pellinen V.A., Rybchenko А. А., 2014. Causes and consequences of a catastrophic mudflows on 28 June 2014 near Arshan village in the Republic of Buryatia, Russia. Geodynamics & Tectonophysics 5 (3), 799—816.
- Levi K.G., 2014. Geodynamic activity of the lithosphere and problems of tectonophysics — outlook after 35 years. Geodynamics & Tectonophysics 5 (2), 527—546.
- Rasskazov S.V., Levi K.G., 2014. Periodization of recent and Late Pleistocene — Holocene geodynamic and paleoclimatic processes. Geodynamics & Tectonophysics 5 (1), 81-100.
- Радиоуглеродная хронология природных и социальных феноменов Северного полушария. В 3 т. Т. 2 / К. Г. Леви, Н. В. Задонина, С. А. Язев. — Иркутск: Изд-во Иркут. гос. ун-та, 2011. — 527 с. /
- Радиоуглеродная хронология природных и социальных феноменов Северного полушария. В 3 т. Т. 3 / К. Г. Леви, Н. В. Задонина, С. А. Язев. — Иркутск : Изд-во Иркут. гос. ун-та, 2011. — 847 с.
- Леви К. Г., Задонина Н. В., Язев С. А. Природно-климатические изменения по дан-ным радиоуглеродных хронологий / II Всерос. Научно-практ. Конф. "Развитие жизни в процессе абиотических изменений на Земле. — Иркутск: ИрНЦ СО РАН, 2011. — С. 113—120.
- Язев С. А., Леви К. Г., Задонина Н. В. Комплексы активности в периоды гранд-минимумов на Солнце // Известия ИГУ. Сер. науки о Земле. — 2011. — Т. 4, № 2. — С.237-255. /
- Леви К. Г., Чечельницкий В. В. Проблемы сейсмобезопасности Байкальского ре-гиона — 2011 г. // Вестник БурИНЦ СО РАН. — 2012. — № 1(5). — С. 30-42. /
- Леви К. Г., Саньков В. А., Проблемы современной геодинамики (Всероссийское совещание и молодёжная школа в ИЗК СО РАН) // Геодинамика и тектонофизика. — 2012. — Т. 3. — № 4. — С. 441—448. /
- Леви К. Г., Задонина Н. В. Позднеплейстоцен-голоценовое вымирание. причины и следствия // Известия Иркутского государственного университета. Серия: Геоархеология. Этнология. Антропология. — 2012. — № 1. — С. 68-90. /
- Леви К. Г., Задонина Н. В., Язев С. А., Воронин В. И. Современная геодинамика и гелиогеодинамика. Учебное пособие. — Иркутск: Изд-во Иркут. гос. ун-та, 2012. — 539 с.
- Байкаловедение: учебник для студентов естественно-научных специальностей университетов: в 2 кн. / О. Т. Русинек, В. В. Тахтеев, Д. П. Гладкочуб, Т. В. Ходжер, Н. М. Буднев, И. В. Аров, О. И. Горюнова, Е. А. Зилов, О. Г. Лопатовская, И. В.
- Фефелов, К. Г. Ле-ви. — Новосибирск, Наука, 2012. — Кн. 1. — 486 с. /
- Байкаловедение: учебник для студентов естественно-научных специальностей университетов: в 2 кн. / О. Т. Русинек, В. В. Тахтеев, Д. П. Гладкочуб, Т. В. Ходжер, Н. М. Буднев, И. В. Аров, О. И. Горюнова, В. В. Дрюккер, Е. А. Зилов, Л. А. Ижболдина, Г. И. Кобанова, Н. И. Козлова, К. Г. Леви, А. В. Лиштва, А. Н. Матвеев, М. А. Тимофеев, М. Г. Туров, И. В. Фефелов. — Новосибирск, Наука, 2012. — Кн. 2. — 664 с. /
- Леви К. Г., Язев С. А., Задонина Н. В., Воронин В. И., Наурзбаев М. М., Хантемиров Р. М. Гелиогеодинамика. Природные аспекты глобальных минимумов солнечной активности // Современная геодинамика Центральной Азии и опасные природные процессы: результаты исследований на количественной основе:- Иркутск: ИЗК СО РАН, 2012. — Т 2. — С. 152—156.
- Леви К. Г. Размышления о климатостратиграфических шкалах и датировании при-родно-климатических событий. Дискуссия / Феномен геоархеологической многослойности Байкальской Сибири. 100 лет Байкальской научной археологии. — Иркутск: Изд-во ИГУ, 2012. — С. 106—121.
- Лухнева О. Ф., Леви К. Г., Лухнев А. В. Опыт построения карты толщины экзоген-но-активного слоя северо-восточной части внутренней Азии // Современная геодинамика Центральной Азии и опасные природные процессы: результаты исследований на количе-ственной основе. — Иркутск: ИЗК СО РАН, 2012. — Т. 1. — C. 95-97.
- Саньков В. А., Шерман С. И., Леви К. Г. Современная геодинамика: объём поня-тия, временной охват, концептуальные подходы // Современная геодинамика Центральной Азии и опасные природные процессы: результаты исследований на количественной основе: — Иркутск: ИЗК СО РАН, 2012. — Т. 1. — C. 56-60.
- Гелиогеодинамика: Природные аспекты глобальных солнечных минимумов. В 3 т. Т. 1, кн. 1 : монография / К. Г. Леви, Н. В. Задонина, С. А. Язев, В. И. Воронин, М. М. Наурзбаев, Р. М. Хантемиров. — Иркутск : Изд-во ИГУ, 2012. — 511 с. (т. 1, кн. 1)
- Гелиогеодинамика: Природные аспекты глобальных солнечных минимумов. В 3 т. Т. 1, кн. 2 : монография / К. Г. Леви, Н. В. Задонина. — Иркутск : Изд-во ИГУ, 2012. — 667 с. ISBN 978-5-9624-0718-0; ISBN 978-5-9624-0720-3 (т. 1, кн. 2). /
- Леви К. Г., Козырева Е. А., Задонина Н. В., Чечельницкий В. В., Гилёва Н. А. Проблемы наведенной сейсмичности и инженерно-геологической защиты водохранилищ Байкало-Ангарского каскада // Геодинамика и тектонофизика. — 2013. — № 1. — С. 13-36.
- Леви К. Г., Козырева Е. А., Задонина Н. В., Чечельницкий В. В., Гилева Н. А. Транс-формация инженерно-геологических условий в районах эксплуатации крупных гидротех-нических объектов (юг Восточной Сибири) / Создание искусственных пляжей, островов и других сооружений в береговой зоне морей, озер и водохранилищ- Иркутск: ИЗК СО РАН, 2013. — С. 171—175.
- Гелиогеодинамика: Природные аспекты глобальных солнечных минимумов. В 3 т. Т. 1, кн. 3 : монография / К. Г. Леви, Н. В. Задонина. — Иркутск : Изд-во ИГУ, 2013. — 727 с. (т. 1, кн. 3)
- Гелиогеодинамика: Природные аспекты глобальных солнечных минимумов. В 3 т. Т. 1, кн. 4 : монография / К. Г. Леви, Н. В. Задонина. — Иркутск : Изд-во ИГУ, 2013. — 607 с. (т. 1, кн. 4)
- Саньков В. А., Леви К. Г. Современная геодинамика Центральной Азии: опыт об-суждения результатов исследований на количественной основе // Физика Земли. — 2014. — № 1. — С. 152—155. DOI: 10.7868/S0002333714010074. WOS, Scopus. 2012 IF 0,402
- Рассказов С. В., Леви К. Г. Периодизация современных и позднеплейстоцен-голоценовых геодинамических и палеоклиматических процессов // Геодинамика и текто-нофизика. — 2014. Т. 5 (1). — С. 81-100.
- Леви К. Г. Малый ледниковый период. Часть 1. Космические и глобальные метеорологические аспекты // Известия Иркутского госуниверситета. Археология и геоэколо-гия. Серия «Геоархеология. Этнология. Антропология». — 2014. — Т. 8. — С. 2-14.
- Леви К. Г., Воронин В. И., Задонина Н. В., Язев С. А. Малый ледниковый период. Часть 2. Гелиофизические и природно-климатические аспекты // Известия Иркутского госуниверситета. Археология и геоэкология. Серия «Геоархеология. Этнология. Антропология». — 2014. — Т. 9. — С. 2-33.
- Леви К. Г. «Малый ледниковый период». Часть 3. Природно-климатические, гео-экологические и социально-экономические аспекты // Известия Иркутского госуниверси-тета. Археология и геоэкология. Серия «Геоархеология. Этнология. Антропология» — 2014. — Т. 10. — С. 2-26.
- Мирошниченко А. И., Леви К. Г. Разломообразование в литосфере и сопутствую-щие процессы: тектонофизический анализ / Тезисы докладов Всероссийского совещания с участием приглашенных исследователей из других стран (г. Иркутск, 11 — 16 августа 2014 г.) / ред. кол.: К. Ж. Семинский (отв. ред.) и др.- Иркутск: ИЗК СО РАН, 2014. — 165 с. — ISBN 978-5-90274-89-3.
- Леви К. Г. Малый ледниковый период — что это было? // Наука Приангарья. — 2014. — № 3(11). — С. 50-51.
- Леви К. Г., Мирошниченко А. И., Козырева Е. А., Кадетова А. В. Модели эволю-ции озерных бассейнов Восточной Сибири в позднем плейстоцене и голоцене // Известия Иркутского госуниверситета. Археология и геоэкология. Серия «Геоархеология. Этноло-гия. Антропология» — 2015. — Т. 11. — С. 36-65.
- Леви К. Г., Козырева Е. А., Мирошниченко А. И., Чечельницкий В. В., Гилева Н. А. Защита социально-экономической инфраструктуры Восточной Сибири от природных опасностей. Материалы международной конференции «Геолого-геофизическая среда и разнообразные проявления сейсмичности». — Нерюнгри, 2015. — С. 184—193.
- Леви К. Г., Козырева Е. А., Мирошниченко А. И., Чечельницкий В. В., Гилева Н. А. Транспортная инфраструктура Сибирского региона и факторы природных опасно-стей / Транспортная инфраструктура Сибирского региона. Матер. VI международной научно-практической конференции в честь 40-летия ИрГУПС. — Иркутск, 2015. -С. 24-30.

## Сочинения К. Г. Леви
- Варианты трассы головного участка нефтепровода «Восточная Сибирь — Тихий океан»: геолого-экологическая оценка // Регион: экономика и социология. — 2006. — № 2. — С. 146—155. (в соавт.)
- Неотектонические движения земной коры в сейсмоактивных зонах литосферы. Новосибирск, 1991.
- Проблемы сейсмобезопасности Байкальского региона — 2011 // Вестник Бурятского научного центра Сибирского отделения Российской академии наук. — 2012. — № 1. — С. 30-42.
- Радиоуглеродная хронология природных и социальных феноменов Северного полушария: монография: в 3 т. — Иркутск, 2010. (в соавт.)
- Хронология природных и социальных феноменов в Сибири и Монголии: монография. Иркутск, 2008. (в соавт.)